# Venturia nigriscapus
Venturia nigriscapus là một loài tò vò trong họ Ichneumonidae.